# Кантабиле
Канта́биле (итал. cantabile, дословно — «певуче») — певучее исполнение на музыкальных инструментах, подражание пению. С середины XVIII века «cantabile», наряду с обозначением темпа часто выставлялось в начале музыкального произведения, определяя его характер. Этот термин использовался как синоним cantando и обозначал мягкое исполнение с использованием легато. В более поздних произведениях, особенно написанных для фортепиано, кантабиле означало выделение определённой музыкальной темы в противодействие аккомпанементу (ср. контрапункт).
В опере кантабиле вместе с кабалеттой могут составлять «двойную» арию. Часть кантабиле — мягкая и более свободная по форме, в отличие от быстрой кабалетты с её четкой ритмической структурой.

## В популярной культуре
- В манге и аниме Nodame Cantabile игра на фортепиано главной героини — Нодамэ — часто сравнивается с песней.
- Итальяно-французский фильм 1960 года, вышедший в российском прокате как «Семь дней, семь ночей», в оригинале назывался Moderato cantabile.